# クモ膜下出血
クモ膜下出血（クモまくかしゅっけつ、蜘蛛膜下出血、英: Subarachnoid hemorrhage; SAH）は、脳出血の一つ。ヒトの脳を覆う3層の髄膜のうち、2層目のクモ膜と3層目の軟膜の間のクモ膜下腔に出血が生じ、脳脊髄液中に血液が混入した病態である。脳血管障害の8%を占め、突然死の6.6%がこれに該当するといわれる。50歳から60歳で好発し、男性より女性が2倍多いとされている。脳動脈瘤の破裂が主な原因で、日本では年間1万人程度の死亡原因となっている。

## 原因
多くは脳動脈瘤の破裂（約80%）によるもので、その他に脳動静脈奇形、もやもや病、頭部外傷、脳腫瘍や脳動脈解離の破裂によるものなどがある。

### 脳動脈瘤の破裂
内因性のクモ膜下出血の多くを占める。脳動脈瘤は動脈の一部位が膨らみ、その血管壁が脆弱となったものである。その種類により袋型（嚢状動脈瘤）と紡錘型がある。
脳動脈瘤を持つ人において、運動、怒責、興奮などによって脳への血圧が上昇すると動脈瘤の一部が破れて出血を起こす。出血自体はほんの数秒であるが血液は急速にクモ膜下腔全体に浸透し、頭蓋内圧亢進症状や髄膜刺激症状を起こす。
また、脳を栄養すべき血流が出血へと流れてしまうことにより、一過性の脳虚血を起こす。後述のHunt and Hess分類は、その虚血の重篤度を表すものであるとも考えられる。意識消失はごく短時間の大きな虚血によるものであり、心肺停止は数秒以上の全脳虚血によって迷走神経優位（迷走神経反射）による洞停止と推定されるからである。

### 脳動静脈奇形の破裂
脳動静脈奇形は脳の動脈と静脈が先天的にシャントを形成している奇形で、脆弱な静脈壁に大きな血圧がかかることから出血を起こしやすい。若年性のクモ膜下出血では最も多い原因である。

### 外傷による出血
一般にクモ膜下出血という病名は脳動脈瘤の破裂が原因で出血した場合を指すので、頭部外傷が原因の場合は外傷性クモ膜下出血と呼ぶ。脳は脊髄液の中に浮いた状態で存在しており、脳全体の比重は脳脊髄液よりわずかに重い。このため、頭部に衝撃を受けると脳は頭蓋内で力の作用点に対して寄る形で移動する。この時、作用点の反対側では脳と硬膜を結ぶ静脈が切れて出血する。多くの場合、自然に止血・吸収されるため手術は行われず経過観察となるが、脳の表面が損傷し痙攣を起こす可能性がある場合は、抗痙攣薬などによる治療が行われる。脳挫傷を合併したことによって頭蓋骨の内側の圧が上昇している場合（頭蓋内圧亢進）は、頭蓋骨の一部を切除して圧を低下させる減圧開頭術が必要になることもある。

### リスク因子
喫煙、高血圧、アルコール多飲歴などがリスク因子として存在する。隔世遺伝性の病気であり、祖父母の代で発症した者がいる場合は発症する確率が上がる。

## 症状
突然始まる、強い持続性の頭痛が主たる症状である。
嘔吐を伴うこともある。頭痛は「金属バット、ハンマーで殴られたような」などと表現される。少量の出血（マイナーリーク）の場合は、頭痛はそれほど強くないことが多い。頭痛の発症は「突然」起こることが特徴である。この頭痛は数時間で消失することはなく、数日間持続する。その他の神経症状がないことも珍しくなく、脳内血腫を伴わなければ片麻痺、失語などの脳局所症状はみられない。なお、出血が高度であれば意識障害をきたし頭痛を訴えることはできない。神経症状として髄膜刺激症状が認められることが多い。
- 中枢症状
  - 激しい頭痛
  - 悪心・嘔吐
  - 神経原性肺水腫
- 身体所見
  - 髄膜刺激症状
    - 項部硬直（首の硬直）: 首の屈曲テスト (neck flexion test) で判断。自発的に頸部を前屈させ、下顎が胸まで十分に近接するようであれば正常。前屈が困難であれば異常。
    - ケルニッヒ徴候 (Kernig's sign)
    - ブルジンスキー徴候

  - 頭部を振った際の頭痛増悪 (jolt accentuation of headache) : 子どもが「イヤイヤ」をするように、素早く頭部を左右に振り、頭痛が増悪するようであれば異常。2-3回/秒の早さで頭を水平方向に回してみて、頭痛が増悪すれば陽性とする[10]。
- 検査所見
  - 多様な心電図変化が見られることが知られている[11]。

重症度の分類として「ハントとヘスの重症度分類 (Hunt and Hess scale '74) 」を用いる。グレード5では呼吸停止や心停止を来たすこともある。これは一過性の全脳虚血や頭蓋内圧の著明な亢進を示唆しており、この場合の予後は極めて悪い。
| グレード (Grade)      | 症状                                                                 |
| --------------------- | -------------------------------------------------------------------- |
| グレード0 (Grade 0)   | 非破裂動脈瘤                                                         |
| グレード1 (Grade 1)   | 無症状、または軽度の頭痛と項部硬直                                   |
| グレード1a (Grade 1a) | 急性の髄膜刺激症状はないが神経脱落症状が固定                         |
| グレード2 (Grade 2)   | 中等度以上の頭痛、項部硬直はあるが脳神経麻痺以外の神経脱落症状はない |
| グレード3 (Grade 3)   | 傾眠、錯乱、または軽度の神経脱落症状、意識障害                       |
| グレード4 (Grade 4)   | 昏迷、中等度の片麻痺、除脳硬直のはじまり、自律神経障害               |
| グレード5 (Grade 5)   | 深昏睡、除脳硬直、瀕死状態                                           |

脳動脈瘤の破裂によるクモ膜下出血の場合は部位によって代表的な神経症状が知られており、以下にそれをまとめる。
| 破裂部位                  | 神経症状                                                   |
| ------------------------- | ---------------------------------------------------------- |
| 内頸動脈-後交通動脈分枝部 | 一側の動眼神経麻痺                                         |
| 前交通動脈                | 一側または両側下肢の一過性麻痺、精神症状、無動性無言、無為 |
| 中大脳動脈                | 片麻痺、失語                                               |
| 眼動脈起始部の内頸動脈瘤  | 一側の失明や視力障害                                       |
| 海綿静脈洞部の内頸動脈瘤  | 目の奥の痛み                                               |
| 脳底および椎骨動脈瘤      | 動眼、外転、滑車、三叉神経障害、下部脳幹神経障害           |

## 診断

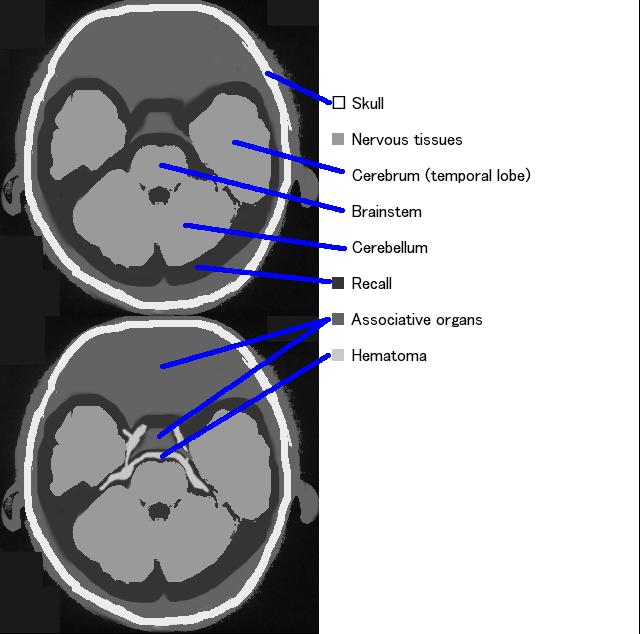
ペンタゴン・レベルでのCT画像を模式化した絵。上が正常、下がクモ膜下出血の場合。中心付近にある周囲の脳組織よりも明るい影が血腫である。

### 頭部CTスキャン
頭部のコンピュータ断層撮影（CT）においてクモ膜下腔に高吸収領域が見られる。特に内因性のものである場合はペンタゴン・レベルで中心付近に高吸収領域が見られるが、外傷性のものでも見られることがある。また、頭痛が軽いなどのためにCTを行わず、初診時に風邪、高血圧、片頭痛として見逃される例が日本国内で5-8%程度あるとの調査もなされている（海外では12%などの結果が出ている）。
最も有名なクモ膜下出血のCT所見に、ペンタゴンといわれる鞍上槽への出血が知られている。これは頭蓋内内頸動脈動脈瘤破裂の場合によく認められるもので、それ以外の動脈瘤破裂によるクモ膜下出血ではこのような画像にはならない。また破裂動脈瘤の30%ほどに脳内出血を合併するといわれている。脳動脈瘤の好発部位としては前交通動脈（Acom）、中大脳動脈の最初の分枝部、内頸動脈-後交通動脈（IC-PC）とされている。前交通動脈瘤では前頭葉下内側および透明中隔に、IC-PCでは側頭葉に、中大脳動脈瘤では外包および側頭葉、前大脳動脈遠位部動脈瘤では脳梁から帯状回に脳内血腫を形成する。高血圧性の脳内出血と明らかに分布が異なるほか、原則として近傍にクモ膜下出血を伴っている。亜急性細菌性心内膜炎や絨毛癌などでは動脈瘤を合併し、クモ膜下出血、脳内出血を合併することが知られている。以下に出血部位から責任動脈瘤を推定する方法をまとめる。
| 破裂部位           | 出血の広がり                                                                                             |
| ------------------ | --- |
| 前交通動脈         | 大脳縦裂前部、交叉槽、脚間槽などからシルビウス裂まで左右対称的に存在、透明中隔腔内の血腫が特徴的である。 |
| 中大脳動脈         | 同側のシルビウス裂を中心に存在する                                                                       |
| 頭蓋内内頸動脈領域 | 鞍上部脳槽を中心に非対称的に両側性に存在する。所謂、ペンタゴンである。                                   |
| 椎骨脳底動脈領域   | 迂回槽、脚間槽、橋槽を中心に左右対称性に存在する。                                                       |

シルビウス裂における中大脳動脈瘤の破裂においては、血腫が脳実質内まで達し、脳内出血と診断されることもあるが、この場合の臨床経過や治療は確かに脳内出血と重なる要素もあり、一概に誤診とは言い切れない。

### MRI
核磁気共鳴画像法（MRI）のFLAIRシーケンスで撮影すると、CTと同等の検出率である（ただし最新型の高磁場装置に限る）。血腫が少量である場合、発症後時間が経過した症例においてはCTよりも検出率が高いという報告もある。磁気共鳴血管画像（MRA、MR血管撮影。後述）も同時に撮影できるという利点もある。

### 腰椎穿刺
腰椎穿刺により血液混入（急性）やキサントクロミー（陳旧性）を肉眼で認める。ただし、徐脈や眼底乳頭浮腫などの脳圧亢進症状がある場合には腰椎穿刺は脳ヘルニアを助長する恐れがあるため、禁忌である。
- 腰椎穿刺にて髄液にキサントクロミーがみられず、赤血球数2000×106/L未満であれば、動脈瘤性クモ膜下出血を除外できると報告された（感度100%、特異度91.2%）[15]。

### 脳血管撮影
脳血管撮影で脳動脈瘤や脳動静脈奇形を認める。
血管を撮影する方法としては、X線検査で平面上に透視しながらカテーテルで造影剤を流して撮影する頸動脈造影 (Carotid angiography) ・椎骨動脈造影 (Vertebral angiography) が最も感度・特異度が高い。その他の利点として検査と同時に治療が行える（動脈瘤コイリング術・塞栓術、あるいは合併症である血管攣縮に対して血管拡張薬の灌流など）などがあるが、欠点としては侵襲度が大きくそれ自体が出血を惹起する恐れがあること、またコイリングや塞栓術による医原性の脳梗塞などが挙げられる。
それ以外の方法では、いずれも造影剤を用いた断層撮影で高解像度のCTにより撮影する立体血管撮影CT (3DCTA) とMR血管撮影 (MRA) があるが、感度・特異度ともに血管造影には劣る。ただし血管造影は撮影終了までの時間が3DCTAやMRAと比較して長いため、緊急を要するクモ膜下出血では血管造影は行われないことも多い。

## 合併症

### 再出血
再出血は脳動脈瘤破裂によるクモ膜下出血の約20%に起こり、特に発症後24時間以内が最も多い。再出血を起こすと予後不良である。
Hunt and Kösnikグレードで3以上の症例では発症の数時間以上前に弱い頭痛を経験している患者が見られており、「それ自体が最初の出血で、受診時の出血は再出血である」可能性も一部で指摘されている。
外傷性クモ膜下出血では、再出血はほとんど起こらない。

### 脳血管攣縮
血腫の影響で脳の動脈が縮むことを脳血管攣縮といい、発症後4日から14日の間に発現する。脳動脈瘤破裂によるクモ膜下出血の3-4割で起こり、出血を起こした血管以外の血管も攣縮することから虚血となり、梗塞に発展することもある。
- 脳動脈瘤は大脳動脈輪（ウィリス動脈輪）の近傍に形成されることが多い。
- 脳への血流は必ず大脳動脈輪を通る。
- 大脳動脈輪以後の動脈支配には側副血行路がない。

以上の要因により、血管攣縮による梗塞は通常の脳梗塞よりも重篤なものとなる。
脳血管攣縮の機序（メカニズム）は次の通りである。
- まず、血管周囲の血腫に含まれるヘモグロビンは3-4日の間に変質してヘモジデリンやヘミンとなる。
- これらが周囲の血管壁が分泌する一酸化窒素（NO）を分解する。
- 動脈は常に血管を拡張させる物質（NO）と収縮させる物質（エンドセリン）を分泌しており、その量の調節によって血流を自立的にコントロールしている。しかしNOが分解されてしまうことにより、血管収縮物質のみが残ってしまう。
- また、発症時以降に虚血を起こした／今も起こしている脳組織の腫脹により、脳血管が圧迫される。
- 後述の尿崩症によっても、血管内容積と血圧が低下して灌流圧が弱くなる。
- さらには、傷害の影響による波及的皮質脱分極が脳の酸素要求量を亢進させ、軽度の虚血であっても神経細胞の死滅を来たす[20]。

脳血管攣縮の診断は、経頭蓋的なドプラーエコーによって行う。この時血流が通常よりも速くなっていれば、脳血管攣縮が起き始めていることを表す。また、完全に梗塞が起きてしまった場合には、CT上大きな低吸収域が認められることによって診断が確定する。脳血管攣縮の危険性は、CT上の血腫の大きさと分布をFischerグレードで表すことである程度予測できる。
梗塞まで至らない軽度の血管攣縮は、脳動脈瘤破裂によるクモ膜下出血のほぼ全例に見られるため、「遅発性脳梗塞」「遅発性脳梗塞性障害」と呼んで区別することも提唱されている。

### 心血管系の合併症
発症によるストレス反応で急激に血圧が上昇し、心負荷と内分泌系の失調により肺水腫が起こる。また、心臓に異常がなくてもT波の陰転が見られることがある。重症例ではクレアチンキナーゼMBやトロポニンTの上昇もみられ、高負荷が心筋にダメージを与えていることを示唆する。これが昂（こう）じてタコツボ型心筋症を起こし、死に至る例も珍しくない。

### 尿崩症
脳浮腫により脳圧が亢進すると視床下部および脳下垂体が機能不全に陥り、下垂体後葉から分泌されるバソプレシンなどのホルモンが減少することによって尿量が増加する。これは後述する3H療法の妨げとなる。形態により真性尿崩症（Diabetes insipidus）、抗利尿ホルモン不適合分泌症候群（Syndrome of inappropriate anti-diuretic hormone）、塩類喪失症候群（Salt-wasting sydrome）の3種類がある。血中のヒト心房性ナトリウム利尿ペプチドを測定することによって、低ナトリウム血症の危険性をある程度予測することができると報告されている。

### 正常圧水頭症
正常圧水頭症は急性期を過ぎた晩期に見られ、生命予後にはあまり影響しないが機能予後を低下させる。

## 治療
クモ膜下出血の予後決定要因は再出血と脳血管攣縮、そして血腫や脳浮腫によって脳血流が妨げられることにある。この3つに焦点を絞った治療を行う。一般に、脳動脈瘤破裂によるクモ膜下出血が起った場合の治療は重症度によって異なる。重症度の分類としてはHuntとKonsnikの重症度分類が有名である。
- 脳動脈瘤破裂の場合は発症直後（特に24時間以内）に再出血が多く、安静を保ち、侵襲的処置や検査を避ける。重症でなければ、Grade1-3ならば降圧、鎮静、鎮痛を十分に行い、年齢、全身合併症にて不可能でない限り72時間以内に外科的手術を行う（全身状態が安定すれば早い方がよい）。痙攣対策として早期から抗痙攣薬を投与することもある。動脈瘤破裂の場合はクモ膜下出血の合併症である再出血（14日以内）、遅発性脳血管攣縮（4-14日後）、正常圧水頭症（数か月後）といった合併症の管理も必要となる。
- 開頭手術の場合は遅発性脳血管攣縮予防のため脳槽ドレナージにて脳槽内血腫を早期除去や、塩酸ファスジルやカルシウム拮抗薬（nimodipine）の全身投与を行う。他にもtriple H療法、塩酸パパベリン選択動注療法、PTAなど各種治療がある。
- 比較的重症例Grade4ならば脳循環動態の改善が重要であり、頭蓋内圧降下の薬投与、心合併症に注意した全身循環動態の管理が必要である。急性水頭症、脳内出血などを同時に治療することによって状態の改善が見込める場合には積極的に外科的な治療を行う。
- 最重症例Grade5では原則として再出血予防の適応は乏しい。しかし比較的重症例と同様に症状の改善が見込める特殊な例には再出血予防手術を行う。数か月後におこる正常圧水頭症 (NPH) はVPシャントで治療可能であるため重要である。

### 感覚遮断
最初の24時間は再出血の危険が極めて高いため、鎮静剤と羞明防止（暗室化）により血圧上昇を防ぐ。

### 開頭動脈瘤クリッピング術
- 利点
  - 直視下に動脈瘤が確認できる。
  - 長年にわたる成績が出ており、再破裂のリスクが低い。
  - 血腫が存在する場合一緒に除去できる。
- 欠点
  - 動脈瘤が嚢状でないと困難。
  - 脳・血管の損傷。

48時間以内に行うのが理想である。ただ出血直後は動脈瘤からの出血が止血していない可能性があるため、最低でも発症から6時間経過した上で開頭する。
この手術で使用されるクリップはチタン製のものが多い。鉄を使用しないのは、MRIが使用できなくなることを避けるためである。また、血管攣縮を防ぐために同時に血腫の除去も行われる。
なお、未治療で発症から1週間程度経った場合は手術を施行することで血管攣縮を発症させる可能性があるため、血管攣縮の可能性が少なくなる時期までは治療しない。

### 血管内治療
造影下において動脈瘤内にプラチナ製のコイルを詰めて閉塞するコイル塞栓術（脳動脈瘤コイリング術）、血管攣縮に対する血管拡張薬（塩酸パパベリンなど）の動注療法が行われる。近年、治療成績が開頭術を凌駕しつつあるが、どちらの治療が適しているかは専門医が判断しなければならない。

### 3H療法
血管攣縮の予防、ならびに脳浮腫の状態でも動脈灌流を維持するため、高血圧（Hypertension）・高循環血液量（Hypervolemic）・血液希釈（Hemodilusion）療法が行われる。具体的には高張輸液の大量投与、時にはアルギン酸やアルブミンの投与も行われる。高カロリー輸液などもかつては行われたが、高血糖は予後を低下させる（脳の酸素消費亢進、それによるCO2産生の増多→血管原性浮腫の増悪など）ことから下火になりつつある。

### その他の治療法
血糖コントロール、硫酸マグネシウム静注などがあるが、エビデンスを提示するまでには至っていない。

## 予後
最初の出血で3分の1が死亡する。さらに血管攣縮や再出血の影響が加わり、4週間以内では約半数が死亡するといわれている。また救命できても後遺症が残る例が多く、完全に治癒する確率はクモ膜下出血を起こした人の中で2割と低い。
発症後の予後に関連するものとして、世界脳神経外科学会連盟（WFNS）は意識レベルの程度による重症度分類を提唱している。これはGlasgow Coma Scaleおよび局所神経症状（失語症や麻痺など）によって5段階に分類する方法である。この分類においてgrade IIIとgrade IVの間には予後に大きな差があるとされ、特にgrade Vは致死率がほぼ100%であるとまでいわれている。そのため、grade IV以上の場合は無意味であるとして治療しない病院も多い。
| 重症度    | GCSスコア | 主要な局所神経症状 |
| --------- | --------- | ------------------ |
| grade I   | 15        | なし               |
| grade II  | 14-13     | なし               |
| grade III | 14-13     | あり               |
| grade IV  | 12-7      | 不問               |
| grade V   | 6-3       | 不問               |

## 文献

### 総説
- Lawton MT, Vates GE. “Subarachnoid Hemorrhage”. N Engl J Med 377 (3):  257–266. (2017). doi:10.1056/NEJMcp1605827. PMID 28723321.
- Connolly ES Jr, Rabinstein AA, Carhuapoma JR, Derdeyn CP, Dion J, Higashida RT, Hoh BL, Kirkness CJ, Naidech AM, Ogilvy CS, Patel AB, Thompson BG, Vespa P. "Guidelines for the Management of Aneurysmal Subarachnoid Hemorrhage: A Guideline for Healthcare Professionals From the American Heart Association/American Stroke Association." Stroke. 2012 Jun;43(6):1711-1737. Epub 2012 May 3. PMID 22556195
- Diringer MN. "Management of aneurysmal subarachnoid hemorrhage." Crit Care Med. 2009 Feb;37(2):432-40. Review. PMID 19114880 PMC 2820121
- van Gijn J, Kerr RS, Rinkel GJ. "Subarachnoid haemorrhage." Lancet. 2007 Jan 27;369（9558）:306-18. Review. PMID 17258671
- Al-Shahi R, White PM, Davenport RJ, Lindsay KW. "Subarachnoid haemorrhage." BMJ. 2006 Jul 29;333（7561）:235-40. Review. PMID 16873858 Free Article